# Outflow
Un outflow, in meteorologia, è l'aria che si propaga verso l'esterno di un complesso temporalesco. Il termine inglese è composto dalla parola "out", fuori, e dalla parola "flow", flusso. 
Durante i temporali più intensi la pioggia o la grandine raffreddano l'aria circostante che viene spinta violentemente verso il basso e, a contatto con il terreno, tende a scorrere più velocemente della nube temporalesca per decine e decine di chilometri.
Questa massa d'aria più fresca e asciutta forma una specie di fronte freddo in superficie a forma di arco che si può notare facilmente sulle immagini dei radar Doppler. 
L'avanzamento del fronte derivato dall'outflow è capace di generare altri temporali se la massa d'aria che incontra è sufficientemente calda e umida.